# Administrativní dělení Kanady

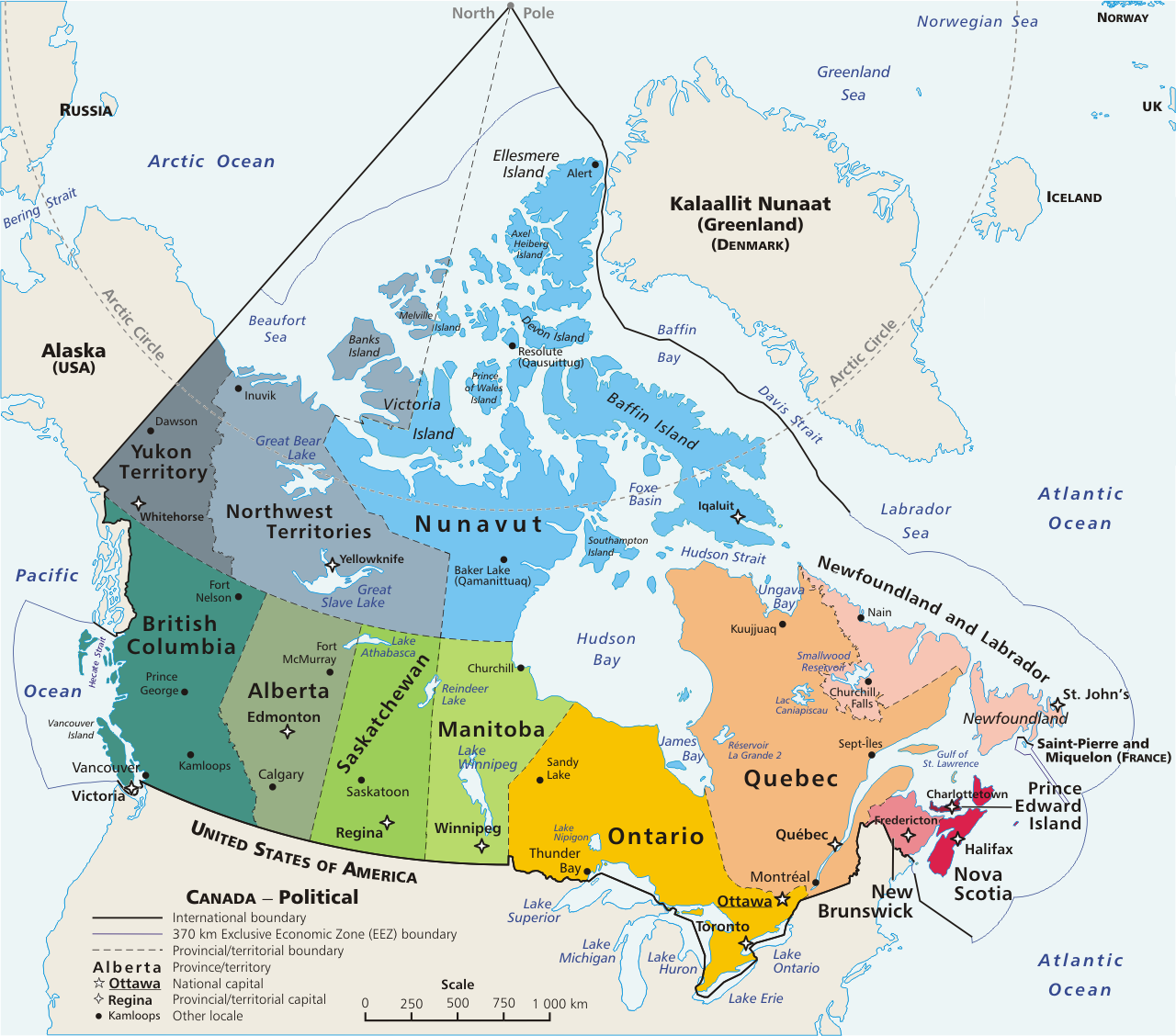
Kanada je rozčleněna na 10 provincií a 3 spolková teritoria

Kanada je federativní stát. Skládá se z 10 provincií a 3 spolkových teritorií. Provincie mají vysoký stupeň autonomie, teritoria poněkud menší. Obojí disponují vlastními provincionálními (resp. teritoriálními) symboly.

## Seznam administrativních jednotek
Provincie jsou zodpovědné za většinu státních sociálních programů v Kanadě (viz zdravotní péče v Kanadě, vzdělávací systém v Kanadě a sociální dávky v Kanadě) a společně soustředí více finančních prostředků než federální vláda. Míra finanční a samosprávné autonomie je zde velice vysoká. Federální vláda může iniciovat národní programy a politiku v jednotlivých provinciích (např. Canada Health Act), ale provincie mohou rozhodnout, že se nebudou na této politice podílet (byť se tak často neděje). O více méně vyrovnanou úroveň služeb v jednotlivých provinciích se starají tzv. vyrovnávací platby řízené Federální vládou, které přesouvají finanční prostředky od bohatších provincií do rozpočtů provincií chudších.
| Provincie nebo teritorium | ISO-kód | Hlavní město  | Začlenění do konfederace | Celková rozloha [km²] | % státní rozlohy | Pevnina [km²] | Vodní plochy [km²] | Obyvatelstvo (2021) | % obyvatelstva Kanady |
| ------------------------- | ------- | ------------- | ------------------------ | --------------------- | ---------------- | ------------- | ------------------ | ------------------- | --------------------- |
| Alberta                   | CA-AB   | Edmonton      | 1. září 1905             | 661 848               | 6,62 %           | 642 317       | 19 531             | 4 262 635           | 11,52 %               |
| Britská Kolumbie          | CA-BC   | Victoria      | 20. července 1871        | 944 735               | 9,46 %           | 925 186       | 19 549             | 5 000 879           | 13,52 %               |
| Manitoba                  | CA-MB   | Winnipeg      | 15. července 1870        | 647 797               | 6,48 %           | 553 556       | 94 241             | 1 342 153           | 3,63 %                |
| Newfoundland a Labrador   | CA-NL   | St. John’s    | 31. března 1949          | 405 212               | 4,06 %           | 373 872       | 31 340             | 510 550             | 1,38 %                |
| Nové Skotsko              | CA-NS   | Halifax       | 1. července 1867         | 55 284                | 0,55 %           | 53 338        | 1 946              | 969 383             | 2,62 %                |
| Nový Brunšvik             | CA-NB   | Fredericton   | 1. července 1867         | 72 908                | 0,73 %           | 71 450        | 1 458              | 775 610             | 2,10 %                |
| Nunavut                   | CA-NU   | Iqaluit       | 1. dubna 1999            | 2 093 190             | 20,96 %          | 1 936 113     | 157 077            | 36 858              | 0,10 %                |
| Ontario                   | CA-ON   | Toronto       | 1. července 1867         | 1 076 395             | 10,78 %          | 917 741       | 158 654            | 14 223 942          | 38,45 %               |
| Ostrov prince Edvarda     | CA-PE   | Charlottetown | 1. července 1873         | 5 660                 | 0,06 %           | 5 660         | 0                  | 154 331             | 0,42 %                |
| Québec                    | CA-QC   | Québec        | 1. července 1867         | 1 542 056             | 15,44 %          | 1 356 128     | 185 928            | 8 501 833           | 22,98 %               |
| Saskatchewan              | CA-SK   | Regina        | 1. září 1905             | 651 036               | 6,52 %           | 591 670       | 59 366             | 1 132 505           | 3,06 %                |
| Severozápadní teritoria   | CA-NT   | Yellowknife   | 15. července 1870        | 1 346 106             | 13,48 %          | 1 183 085     | 163 021            | 41 070              | 0,11 %                |
| Yukon                     | CA-YK   | Whitehorse    | 13. června 1898          | 482 443               | 4,83 %           | 474 391       | 8 052              | 40 232              | 0,11 %                |
| Kanada                    | -       | Ottawa        | -                        | 9 984 670             | 100 %            | 9 084 507     | 900 163            | 36 991 981          | 100 %                 |